# Cerinza
Cerinza es un municipio colombiano, ubicado en la Provincia de Tundama del Departamento de Boyacá aproximadamente a unos 20 km de la Ciudad de Duitama Capital de la provincia. El territorio del municipio se halla sobre el altiplano Cundiboyacence.

## Toponimia

### Origen lingüístico[3]
- Familia lingüística: Chibcha
- Lengua: Muysccubun

### Significado
Cerinza posiblemente pertenece a la lengua general Muisca y presenta los vocablos ze "mío", fiza "garganta", nza "falso".

### Origen / Motivación
El municipio tomó su nombre en honor al cacique Cerinza, jefe tributario de la gran autoridad Duitama - Tundama.

## Historia
Cerinza fue fundado en el año de 1554, cuando fue establecida la encomienda el Virrey ordena a Melchor Vanegas, constituir, el resguardo de indios; Andrés de Velosa fue el primer encomendero. En 1635 Juan de Valcarcel señala los linderos del futuro municipio. Cerinza desaparece como parroquia en 1777 y es agregada durante cinco (5) años a Belén. Este pueblo anterior a la conquista debe su nombre al cacique Cerinza, que en lengua hebrea según Fr. Miguel Santamaría Puerto significa “Aquí el riego fue espléndido”. La legislación nacida de la recta razón y de los postulados de la ley natural, tenía cuatro articulados que eran sus leyes primordiales: No matar, no hurtar, no mentir, no quitar la mujer ajena. Las sanciones penales eran muy drásticas; pena de muerte para ladrones, para asesinos, incestuosos, las adulteras eran a veces condenadas a la muerte y otras obligadas a comer ají.
En 1556 el ilustrísimo señor Fray Juan de los Barrios, reunió un sínodo y de acuerdo con Fray Martín de los Ángeles, de la orden de Santo Domingo, destino para evangelizar a los naturales de Duitama y pueblos indios, sujetos al cacique Tundama a los padres dominicos Fray Francisco López Camacho, Fray Juan de Zamora, Fray Pedro Martín Palomino y Fray Tomas Fernández. Estos religiosos fueron a catequizar a los aborígenes de Cerinza. En 1571 se reunió el primer capítulo provincial y en aquella fecha Cerinza tenía doctrineros dominicanos. Los habitantes de Cerinza trabajaron y se agruparon hasta obtener la independencia política y no estar sujetos a otro municipio y así fue como en 1781 solicitaron se les enviara sacerdote para que les dijese la misa y les administrara los sacramentos.

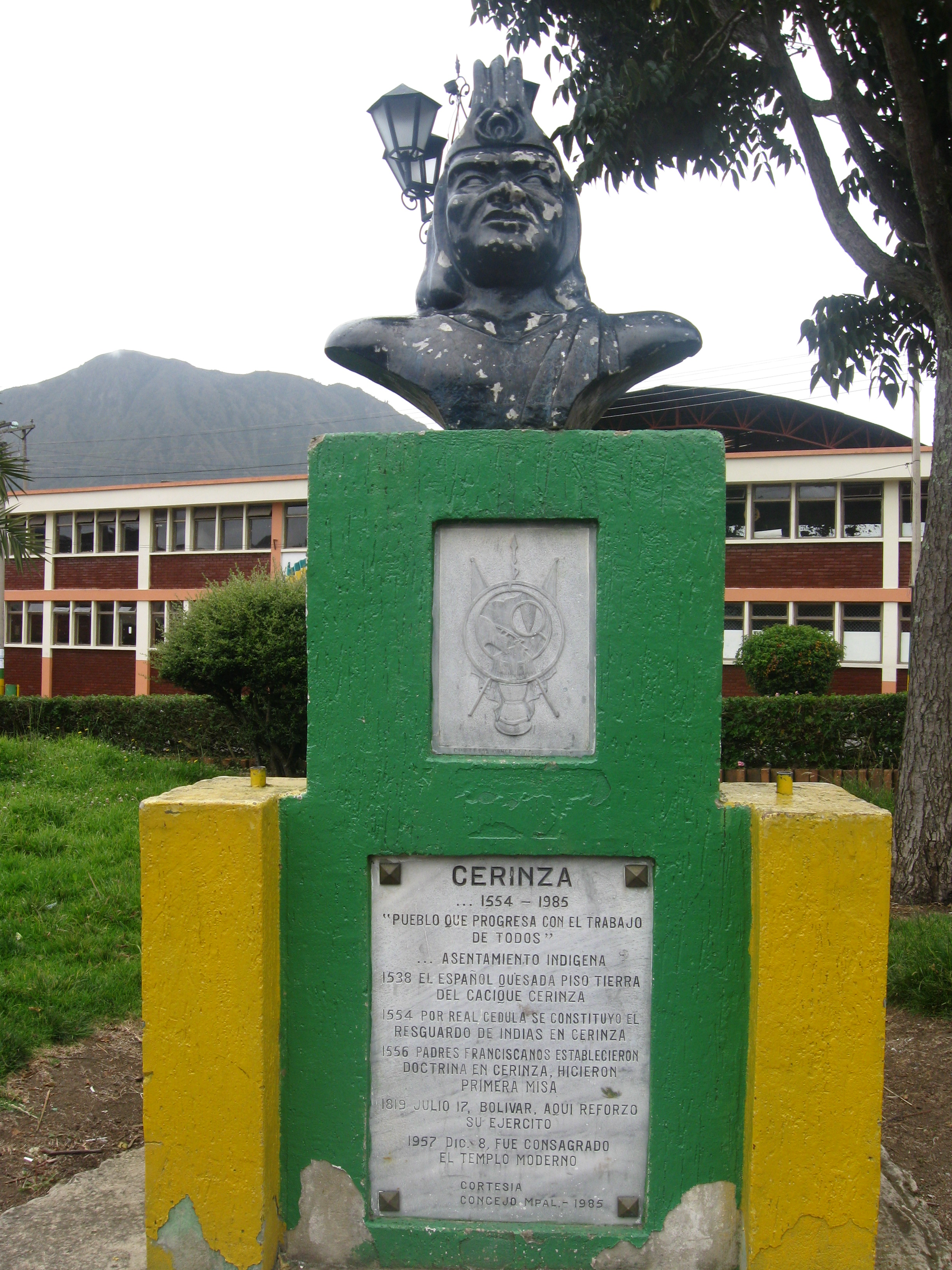
Busto de un indígena, homenaje a la raza originaria de Cerinza, Boyacá.

En 1810, se organizó el Nuevo Reino de Granada, distribuido en 10 provincias entre las cuales se encontraba la de Tunja. En 1814 se dividió en cinco (5) departamentos, el del norte con Tuta, Sotaquirá, Paipa, Duitama, Santa Rosa, Cerinza, Belén, Sátiva, Susacón, Soatá, Petaquero, Betéitiva, Tutazá, Corrales, Tobasia y Busbanzá. Los próceres de Cerinza en la época de la independencia fueron: Pedro Pascacio Martínez, Pedro infante, Genaro Oliveros y Mariano Rincón.
Un digno exponente en la formación de la república es el general Jeremías Cárdenas Silva, que ejerció la presidencia del estado soberano del Cauca, fue diputado a sus legislaturas y representante al congreso en 1877, contrajo matrimonio con una hija del general Tomas Cipriano de Mosquera. En la guerra de los mil días (1899-1903), participaron los cerinzanos: general Abelardo Martínez Peña, el coronel José Del Carmen Chaparro y los tenientes Pantaleón Reyes,  Bernabé Torres y los suboficiales Gabriel Barrera y Cruz Díaz, combatieron en las filas conservadoras. La primera escuela en Cerinza se organizó en el año de 1830, funcionó en lo que posteriormente fue el matadero y posteriormente puesto de salud, la primera escuela veredal se funda en la vereda el Hato en el año de 1860. En 1875, se fundó en el casco urbano, la escuela de niñas posteriormente se organizaron las escuelas de La Meseta, Cobagote, Toba, Alto Chital, Novare, Toba bajo, Centro Rural y San Victorino.*

## Geografía

### Límites del municipio
Norte: Con el Municipio de Belén,  partiendo del punto de intersección entre el filo de la loma La Mesa y la curva de nivel 3.000 metros, se baja en sentido Nor-occidente  cortando los nacimientos de la Quebrada Carichana hasta encontrar camino en curva de 2.500 metros se baja siguiendo camino que cruza el río Minas a 500 metros aproximadamente aguas arriba de la desembocadura del río Salamanca sobre el río minas. Se sigue aguas arriba del río minas hasta encontrar camino localizado a 500 metros aproximadamente al norte de la desembocadura del río de las Animas sobre el río Minas, se sigue el camino en sentido Nor-occidental  pasando por lìmites de la Escuela Donación (municipio de Belén), se llega hasta encontrar la carretera central del Norte. Se sigue en sentido Norte la carretera central hasta encontrar el río Salamanca, se toma de este punto denominado el Cedro aguas arriba el río Salamanca hasta su nacimiento, se sigue subiendo por la estribación de la cordillera en sentido Nor-occidental hasta encontrar la intersección con la curva superior de la serranía de los coladores sobre la cordillera Oriental.
Occidente: Con el municipio del Encino, departamento de Santander. Del punto de intersección de la cordillera oriental y la serranía de los Coladores se parte en sentido sur en línea recta hasta encontrar la cota superior de la elevación Loma Gorda, de este punto se sigue en sentido sur –occidental por todo el filo de la cordillera hasta encontrar el filo El Salitre, de ahí se sigue en línea recta a encontrar la cota superior del alto los Picachos. De este se baja y luego se sube en línea recta hasta encontrar la cota superior del morro Sononguante. De este punto se baja y luego se sube en sentido Sur-Occidente hasta encontrar la cota superior de la elevación que divide los nacimientos de las quebradas Mastín y Llano Grande.
Sur: Con el Municipio de Santa Rosa de Viterbo. Partiendo de la cota superior de la elevación que divide los nacimientos de las quebradas Mastín y Llano Grande se sigue en sentido  sur-Oriental hasta encontrar elevación en curva 3.900 m s. n. m., ubicada a cuatrocientos metros aproximadamente, al sur de la laguna Careperro. De este punto se baja por filo de las estribaciones de la cordillera Oriental y luego la cuenca hasta encontrar el nacimiento de la quebrada Tarquí, la cual se sigue hasta su desembocadura en el Río Minas. De este punto se sigue aguas abajo el río Minas hasta encontrar el camino intermunicipal. Se toma el camino en sentido sur hasta encontrar cruce de camino que delimitan la escuela veredal de Ciraquita.  De este punto se sigue camino en dirección Oriente luego en dirección nor-oriental y luego en sentido Oriental hasta encontrar Caño natural en predios de herederos de Leopoldo Moreno, se sigue aguas arriba este caño hasta encontrar camino que sube por la estribación de la cordillera en sentido oriental y que conduce al Alto de la Capilla. De este punto se sigue camino subiendo hasta encontrar cruce de caminos que conducen al Tíbet- Cerinza y Floresta.
Oriente: con los Municipios de Floresta y Betèitiva. Del punto de cruces de caminos que conducen a las cabeceras Urbanas de Floresta y Cerinza se sigue camino en dirección Nor- Oriental hasta llegar a la curva 3456 metros en el alto del Tíbet. De este punto se baja por filo hasta encontrar la intersección con curva 3.000 metros sobre la Loma La Mesa y encierra. 
Se encuentra ubicado sobre la Troncal Central del Norte, 24 km al norte de Duitama y 71 km de Tunja. Su territorio se encuentra dividido en nueve veredas: Centro Rural, San Victorino, La Meseta, El Hato, Martínez Peña, Chital, Toba, Cobagote, Novaré y Centro Urbano.

## Ecología
El municipio de Cerinza hace parte del sistema occidental de páramos y subpáramos (ecosistema estratégicos.  CORPOBOYACA, 1998, por Nicolas Roa), que comprende el páramo de La Rusia al occidente del área de estudio.  Esta zona es de vital importancia porque es el nacimiento de gran parte de los recursos hídricos de la población, este cauce tanto en su parte oriental como en su parte occidental.  El área total de esta subcuenca es de 61.62 km².  El estado natural es del 43%  y el estado de drenaje alterado del 57% tanto en la margen izquierda como derecha.  
La red hidrológica está conformada por las quebradas Tarqui que sirve de límite en la parte sur entre los municipios de Cerinza y Santa Rosa de Viterbo.  Nace hacia los 3150 m.s.n.m.  en la margen occidental del Río Minas,  las quebradas Teneria y las Vegas que en su parte baja recibe el nombre de amarillos, que nace en la loma los colorados en la páramo, entre los 3.400 y 3650 m.s.n.m.  
Además la Quebrada Animas que nace en el alto care perro hacia los 3.700 m s. n. m., sirve de toma para el acueducto que abastece la parte urbana.
Este drenaje importante sobre la margen izquierda de esta subcuenca nace en el Morro Sonoguante,  a los 3900 m s. n. m., que es el punto más occidental de Cerinza y es la quebrada de mayor longitud.  Recibe por su lado izquierdo las aguas de la quebrada Chital que nace en el alto el estanquillo a los 3500 m s. n. m., y por su margen derecha capta las aguas de la quebrada Laguneta que nace en la loma gorda a 3600 m s. n. m.  
El límite por el costado norte del municipio con Belén está marcado por la quebrada Salamanca que nace en al serranía Los Colorados en el alto de Aleñadero sobre los 3800 m.s.n.m.  
En la margen oriental de la cuenca el río Minas capta el agua de algunas corrientes menores cuyos nacimientos están en la Loma La Mesa hacia los 3200 ms.n.m. En la Tabla n.º 16 Se muestran algunos, caudales medidos en algunas corrientes principales.

## Economía

### Ganadería
La población se dedica a la ganadería como actividad fundamental se origina el cambio de agricultura a ganadería por los altos costos de producción, heladas, comercialización, se presenta ésta como una alternativa económica: ganadería especializada para leche y ganado de doble propósito. La ganadería es de tipo extensivo, de pastoreo.
La población porcina para 1998 fue de 1.805 cabezas de cerdos: el segundo semestre participó con el 870 distribuidos de la siguiente forma: machos de 0 a 6 meses 210 cabezas, de 7 meses 310 cabezas, hembras de 0 a 6 meses 190 cabezas, de 7 meses 160 cabezas. La población de cría tecnificada para el segundo semestre de 1998 es de 10 cabezas en Landrace, y de ceba tecnificada fue de 20 cabezas de Landrace.

### Ferias y Fiestas
Son las mejores en agosto cada dos años festival del retorno con su respectivo reinado, en diciembre festival de calle caliente.

### Agricultura
La estructura económica en el municipio está dedicada a actividades del sector primario destinada a ocupar mano de obra y utilización de la tierra, en la práctica agropecuaria, lo cual permite que su crecimiento sea homogéneo como fuente principal para obtener ingresos. Las tierras son adecuadas para el uso agropecuario, en cultivos transitorios y permanentes. se concentra en la producción de productos agrícolas como la papa, maíz, arveja, hortalizas y frijol.
La papa, producto base de la alimentación de la región ocupa un lugar destacado en la producción agropecuaria del municipio, con un área sembrada de 35 ha.
Se realiza una agricultura tradicional de autoconsumo, el excedente lo comercializan en el casco urbano o fuera del municipio.

## Servicios públicos
- Energía Eléctrica: Empresa de Energía de Boyacá (EBSA), es la empresa prestadora del servicio de energía eléctrica.
- Gas Natural: Vanti es la empresa distribuidora y comercializadora de gas natural en el municipio.